# Rottweil
Rottweil város Németországban, azon belül Baden-Württembergben. Lakosainak száma 25 548 fő (2023. december 31.). Rottweil Zimmern ob Rottweil, Villingendorf, Dietingen, Deißlingen, Schömberg, Zimmern unter der Burg, Frittlingen, Aldingen, Dunningen, Bösingen és Wellendingen községekkel határos.
Rottweil a legrégebbi városi rangot kapott (186. augusztus 6.-án) település Baden-Württembergben.

## Fekvése
Albstadttól nyugatra, az erősen kanyargó Neckar mellett, a Sváb-Alb vidéke és a Fekete-erdő között fekvő település.

## Városrészei
A következő településeket beolvasztattak a városba:
Bühlingen
Feckenhausen
Göllsdorf
Hausen ob Rottweil
Neufra
Neukirch
Zepfenhan

## Története
Rottweil mai óvárosának helyén már a korai kőkorszaktól lakott hely volt.  Az 1. században fontos római katonai állomáshely és római jogú város lett. Az itt feltárt fürdők is a római villák pompájáról tanúskodnak. Az itteni helytörténeti múzeumban kiállított félmillió kövecske felhasználásával készített mozaik kőpadlót, az úgynevezett Orpheus-mozaikot is keleti művész készíthette.
Rottweil a 14. századtól kezdve önálló és jómódú város (reichsunmittelbare Stadt). 1802-ben Württembergi Hercegséghez került, kormányzósági város, majd 1938-ban a Sváb-Alb nevű vidék legkisebb járási székhelye lett.
Az egész Württemberg egyik legrégibb bazilikája is itt található az óvárosban a Neckaról jobbra. A viadukt pedig a várost körülvevő árkon keresztül a régi birodalmi város északi-tengelyére a Nepomucki szoborhoz vezet. 
Az ereszcsatornájukkal az utca felé forduló házakat az első és második emeleten a tipikus rottweili erkélyek díszítik, s a legtöbb ház tetejére egy daruerkélyt is építettek.

## Nevezetességek
- Kápolna-torony (Kapellenturm) – ez a város jelképe, mely 70 m magas. A torony három alsó emeletét a 14. században építették. Ezek a  sváb gótika kiemelkedő művei. A torony portáljait szép reliefek díszítik. A toronyhoz hozzáépített templom, a Kapellekirche a 15. századból való, Aberlin Jörg munkája. Festményeit az oberfälzi Josef Firtmail készítette.
- Piactéri kút (Marktbrunnen)
- Fekete kapu ( Schwarzestor)
- Magas-torony (Hochturm)
- Városháza (Rathaus)
- Székesegyház (Heiligkreuzmünster)
- Domonkos templom (Dominikanerkirche)
- Lorenz kápolna
- thyssenkrupp Testturm – A 246 m magas toronyban tesztelik a tyssenkrupp által gyártott felvonókat, tetején (232 m-en) a látogatók számára is nyitott kilátóterasz is található. A kilátóteraszhoz a lift 30 másodperc alatt ér fel, ez 8 m/s-os sebességet jelent. A torony lépcsőházában rendezték 2018-ban a nyugat-európai lépcsőfutást, melynek során a kb. 700 sportolónak 1390 lépcsőfokot kellett legyűrnie a célig. További érdekesség, hogy a torony szelesebb időben akár 75 cm-nyit is kilenghet.[2]

## Galéria

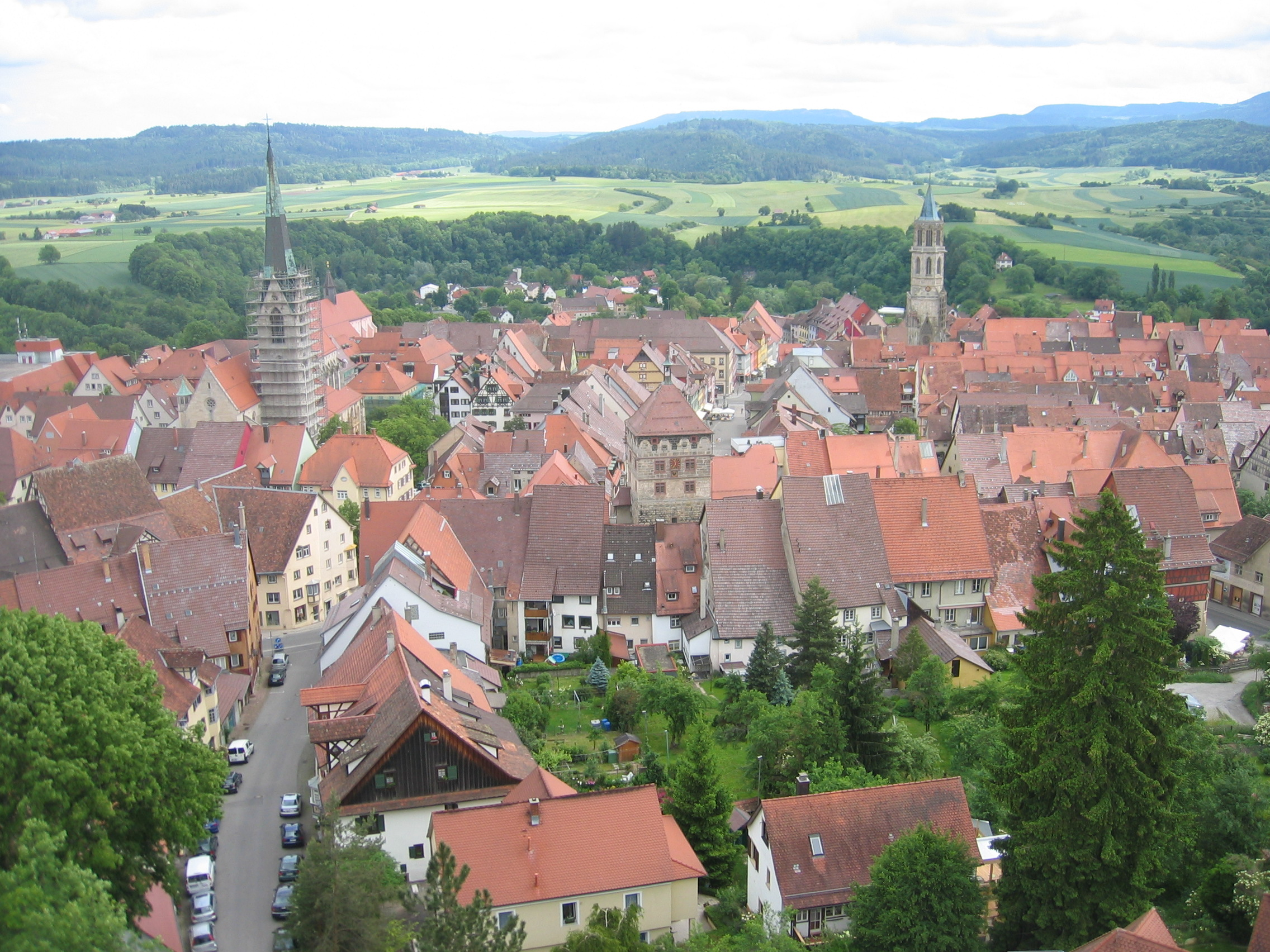
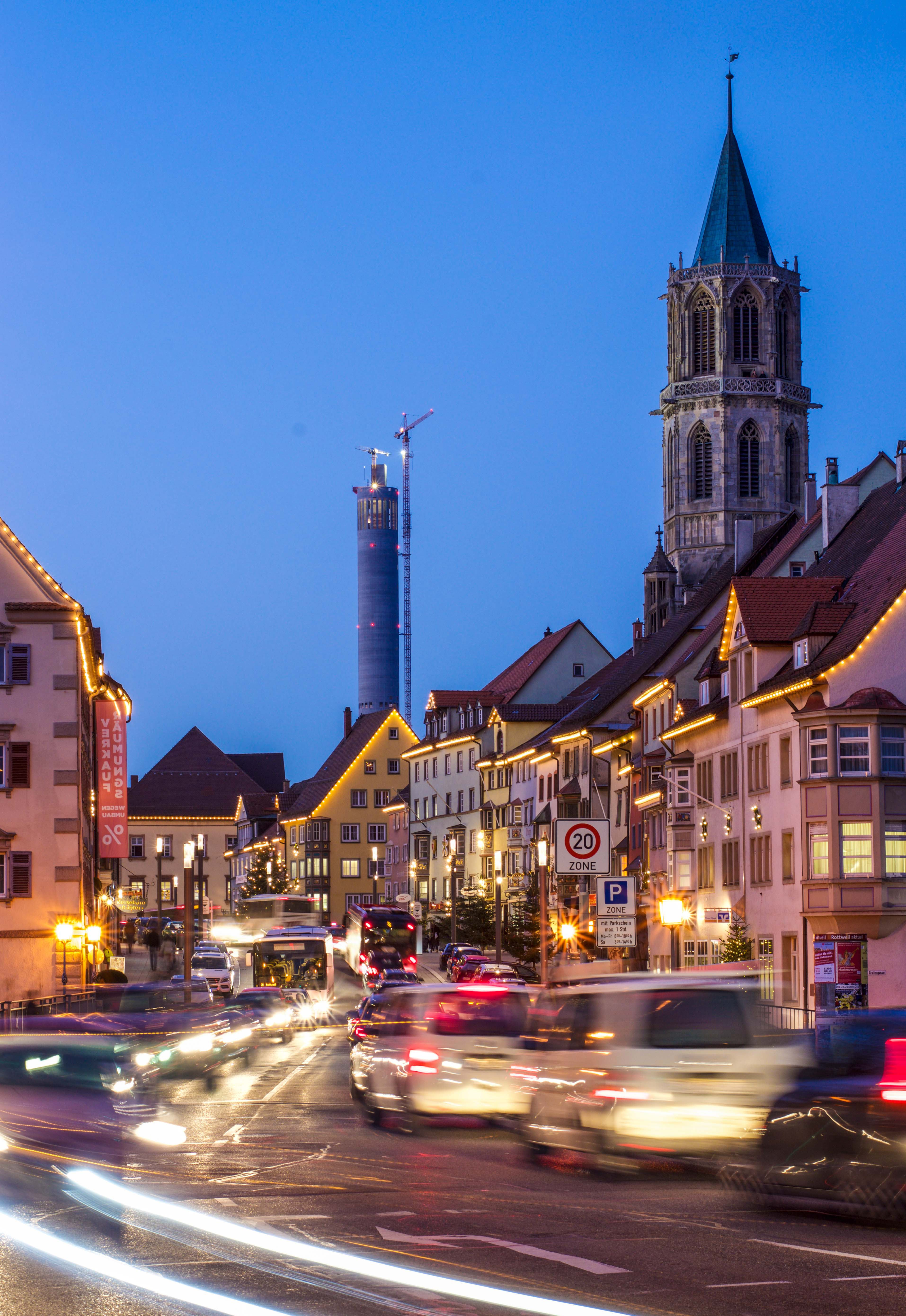
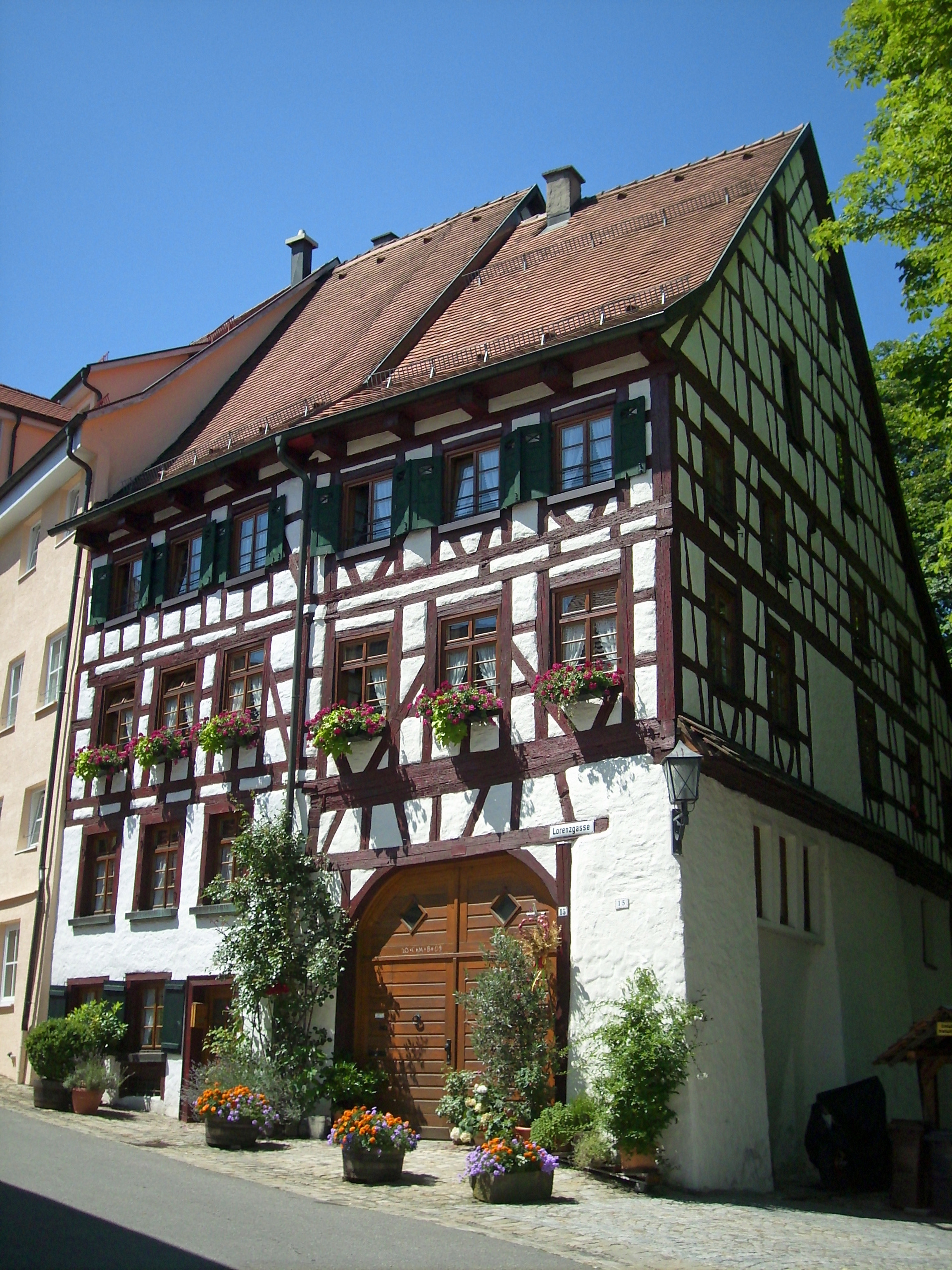
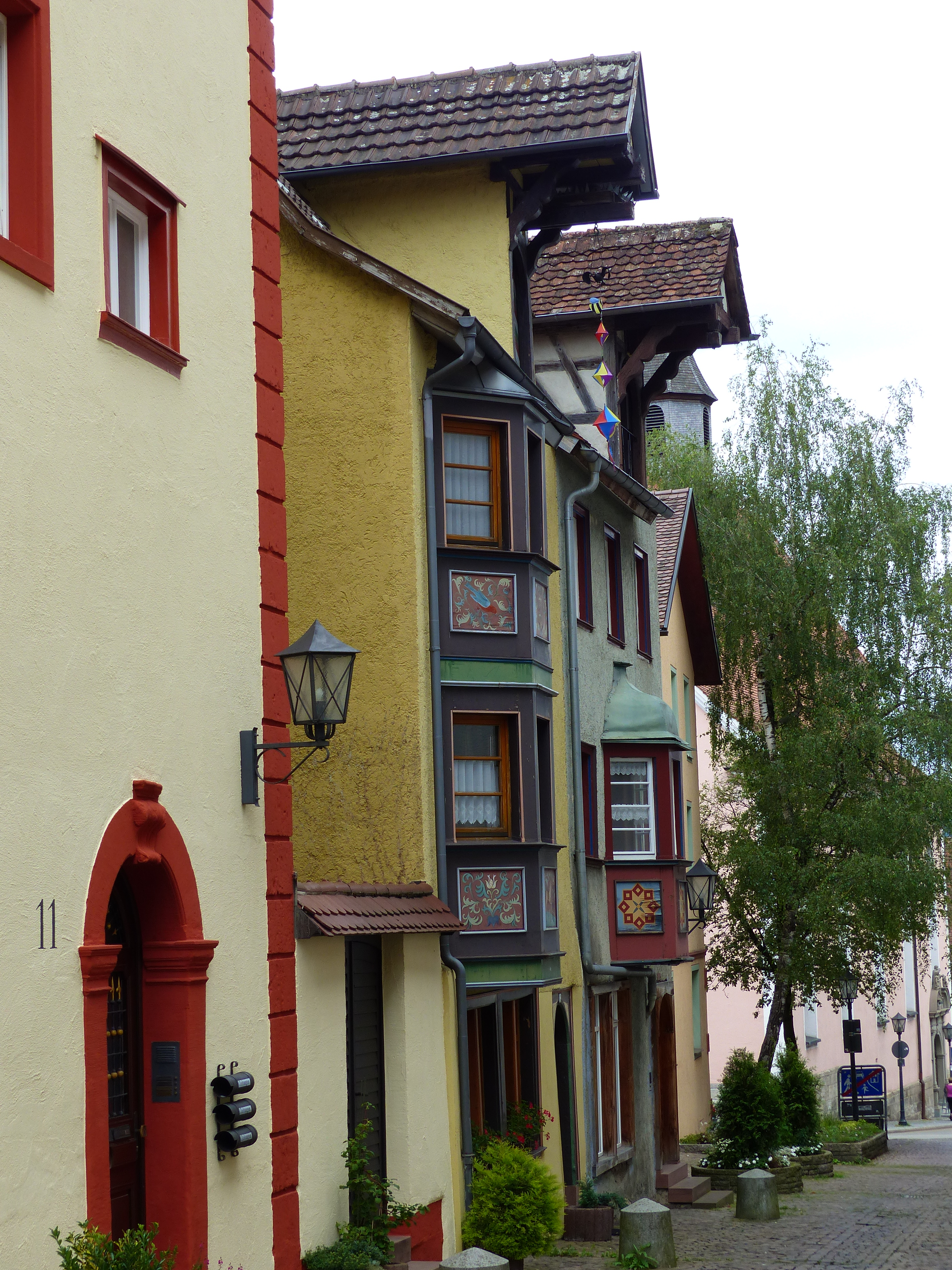
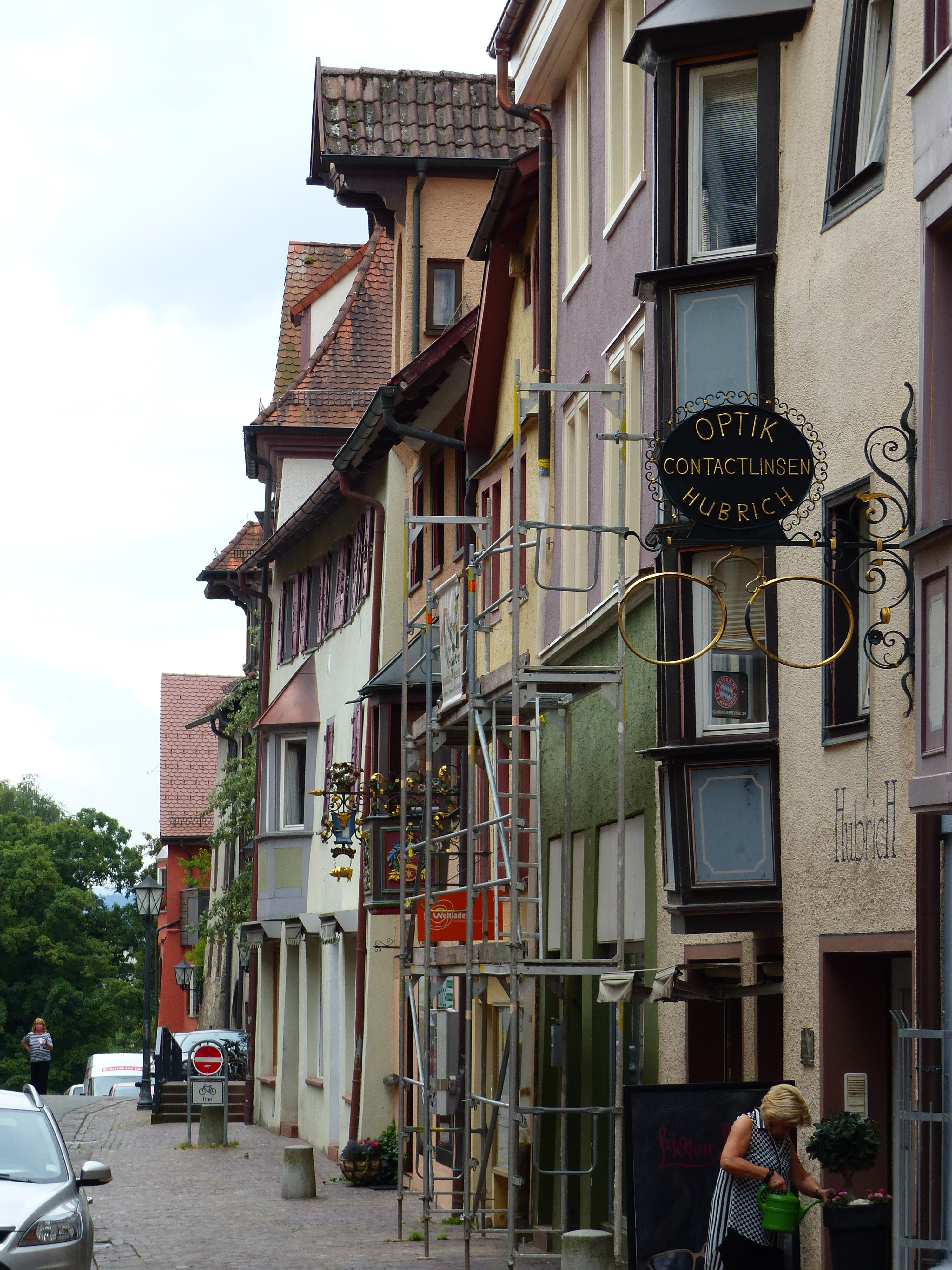
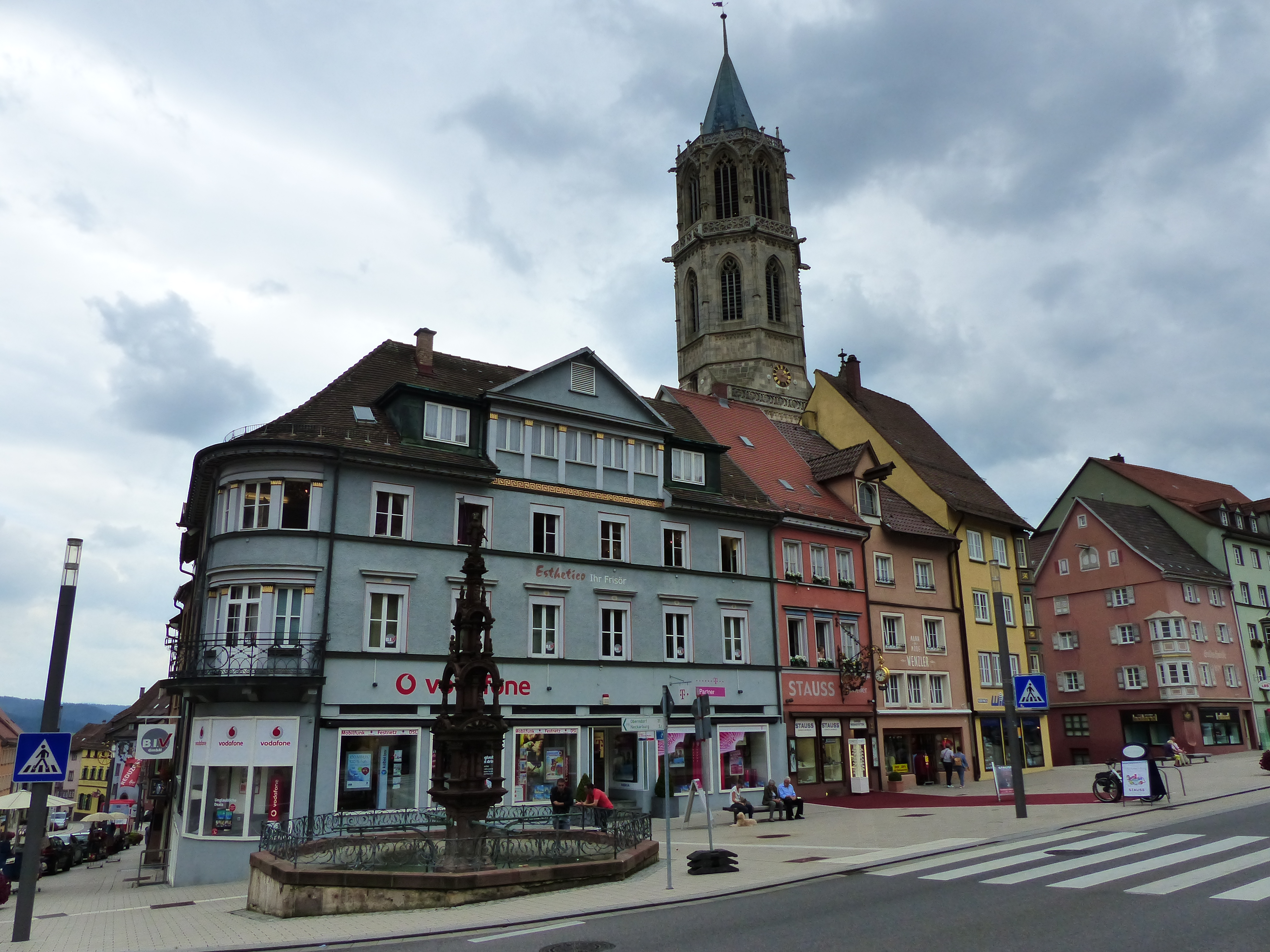
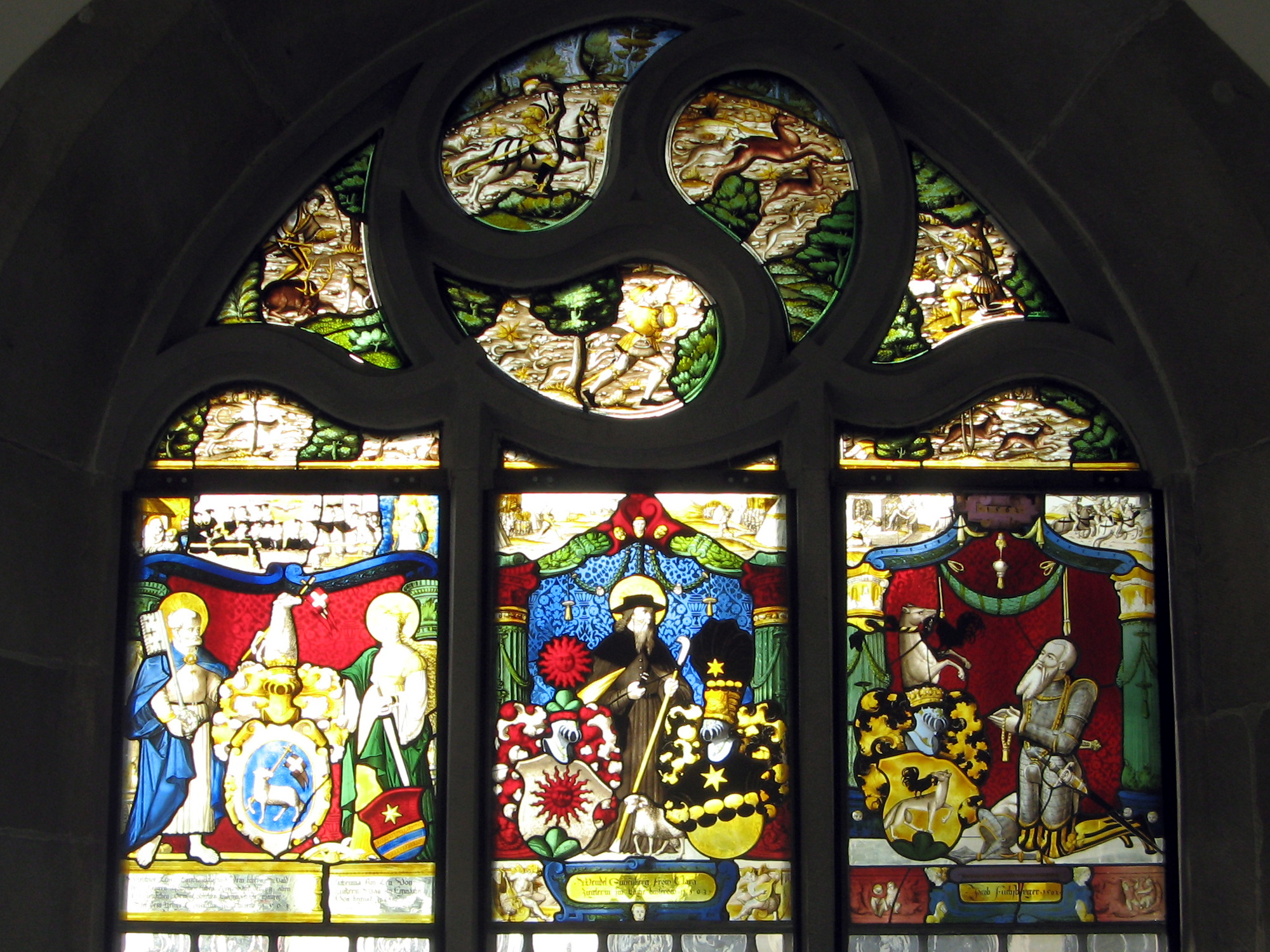
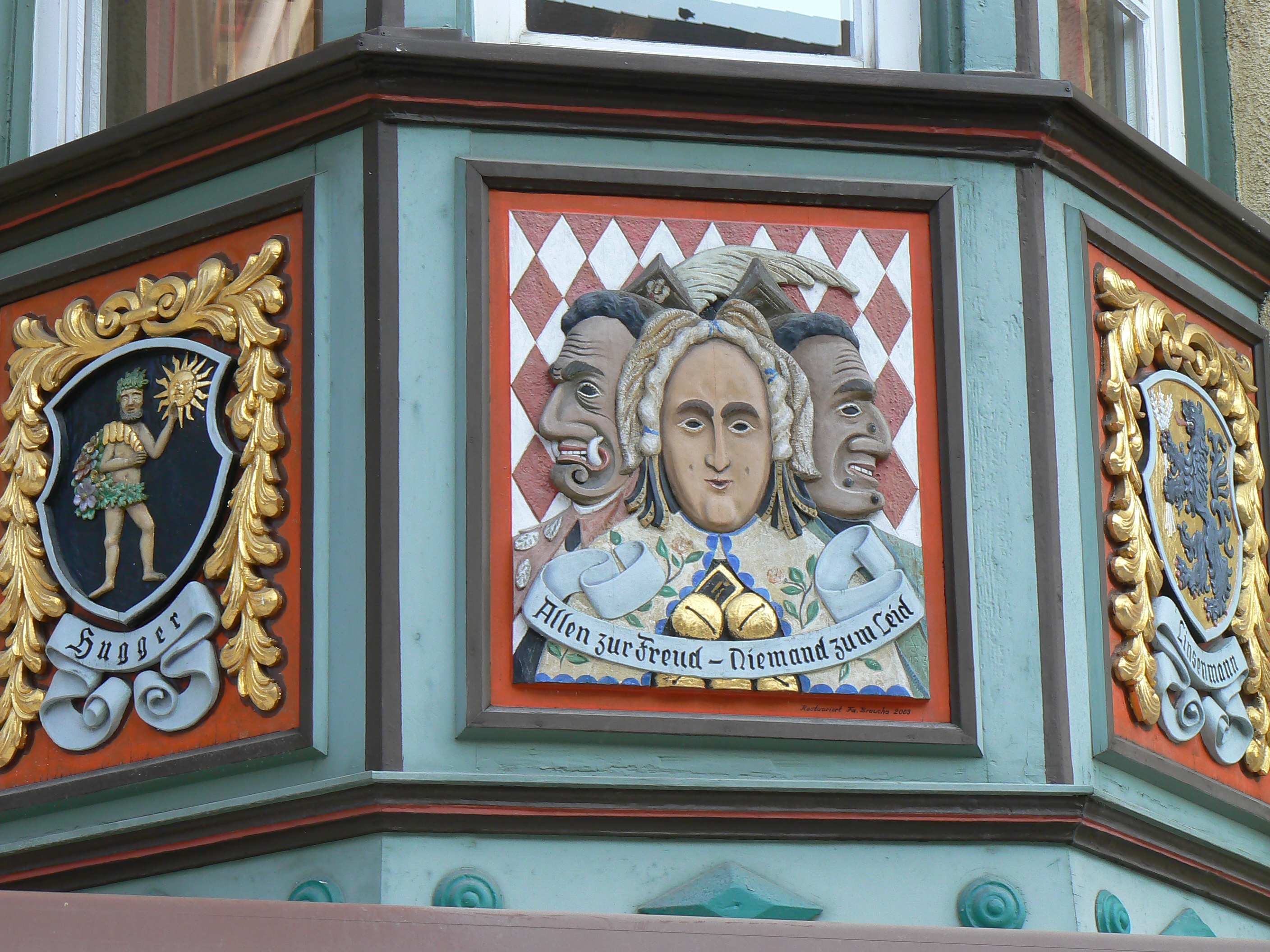
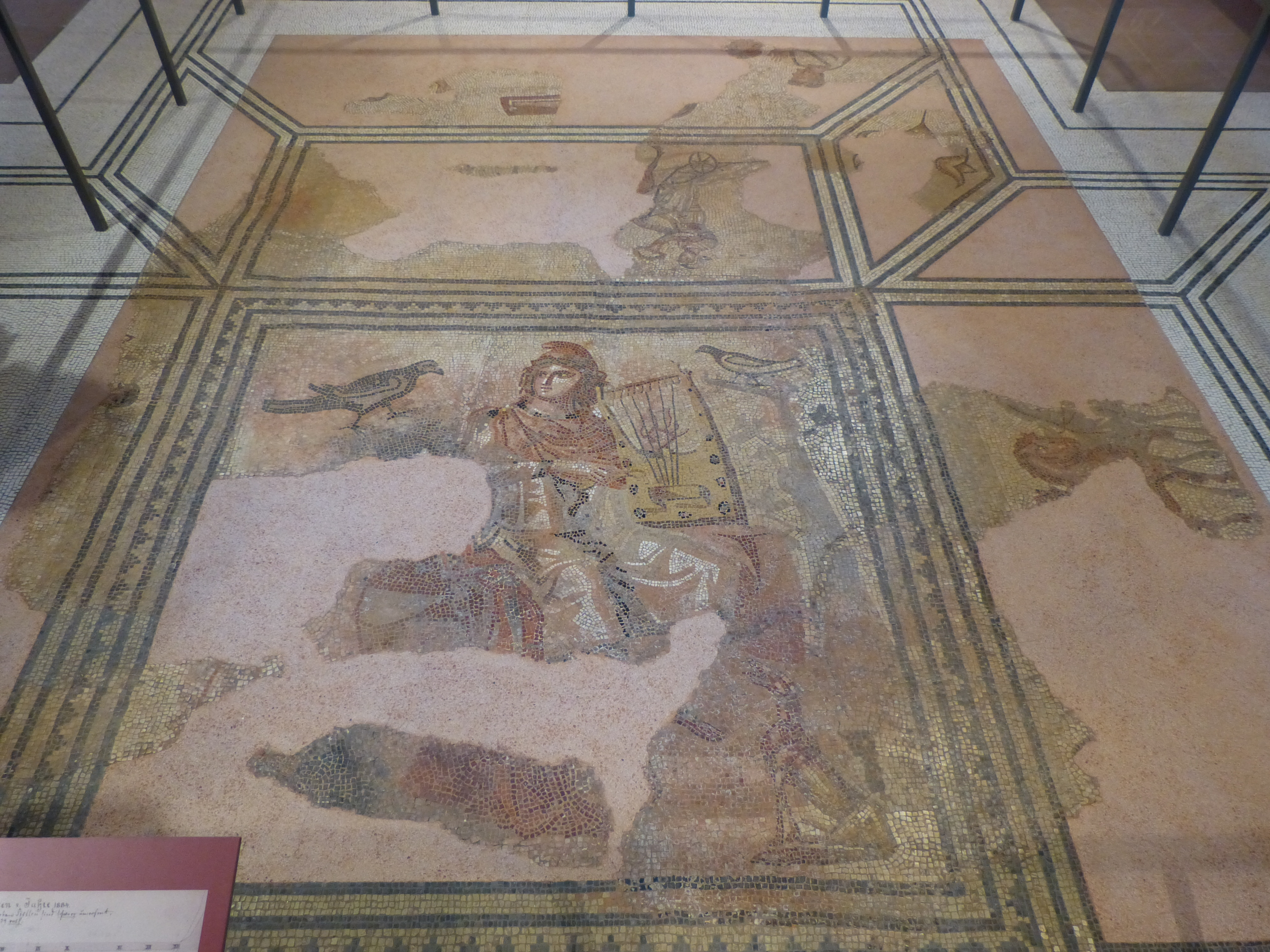
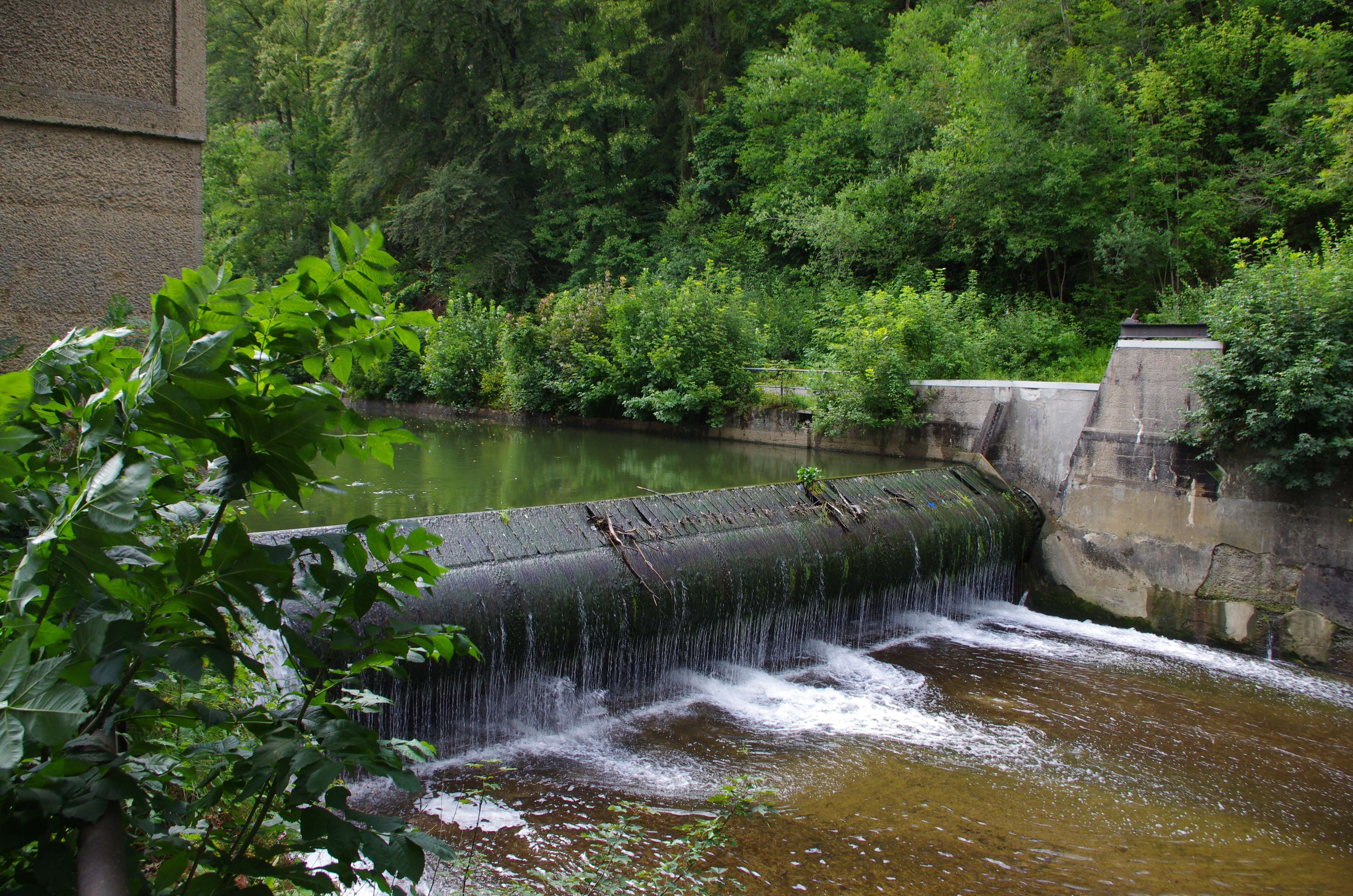
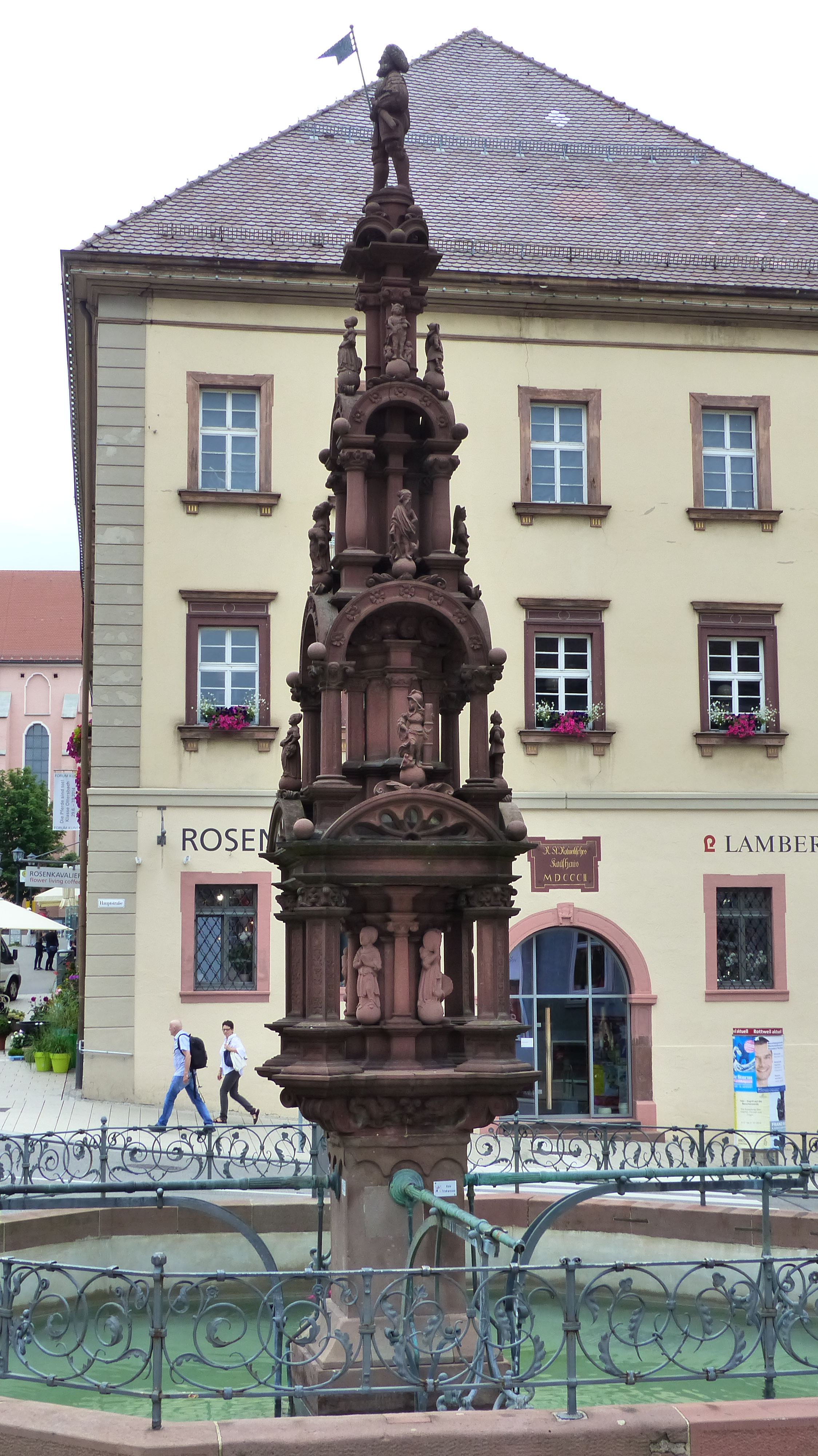
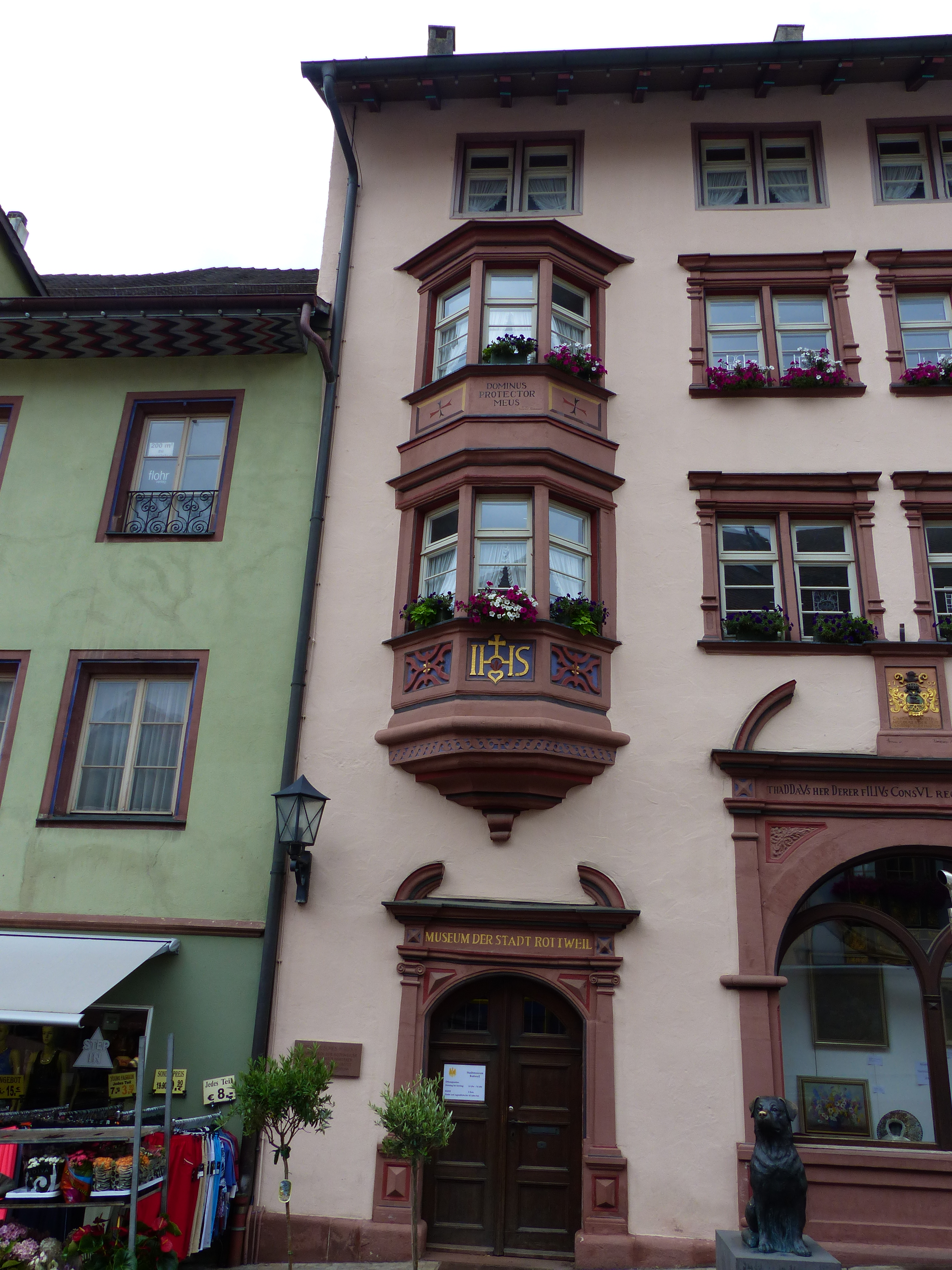
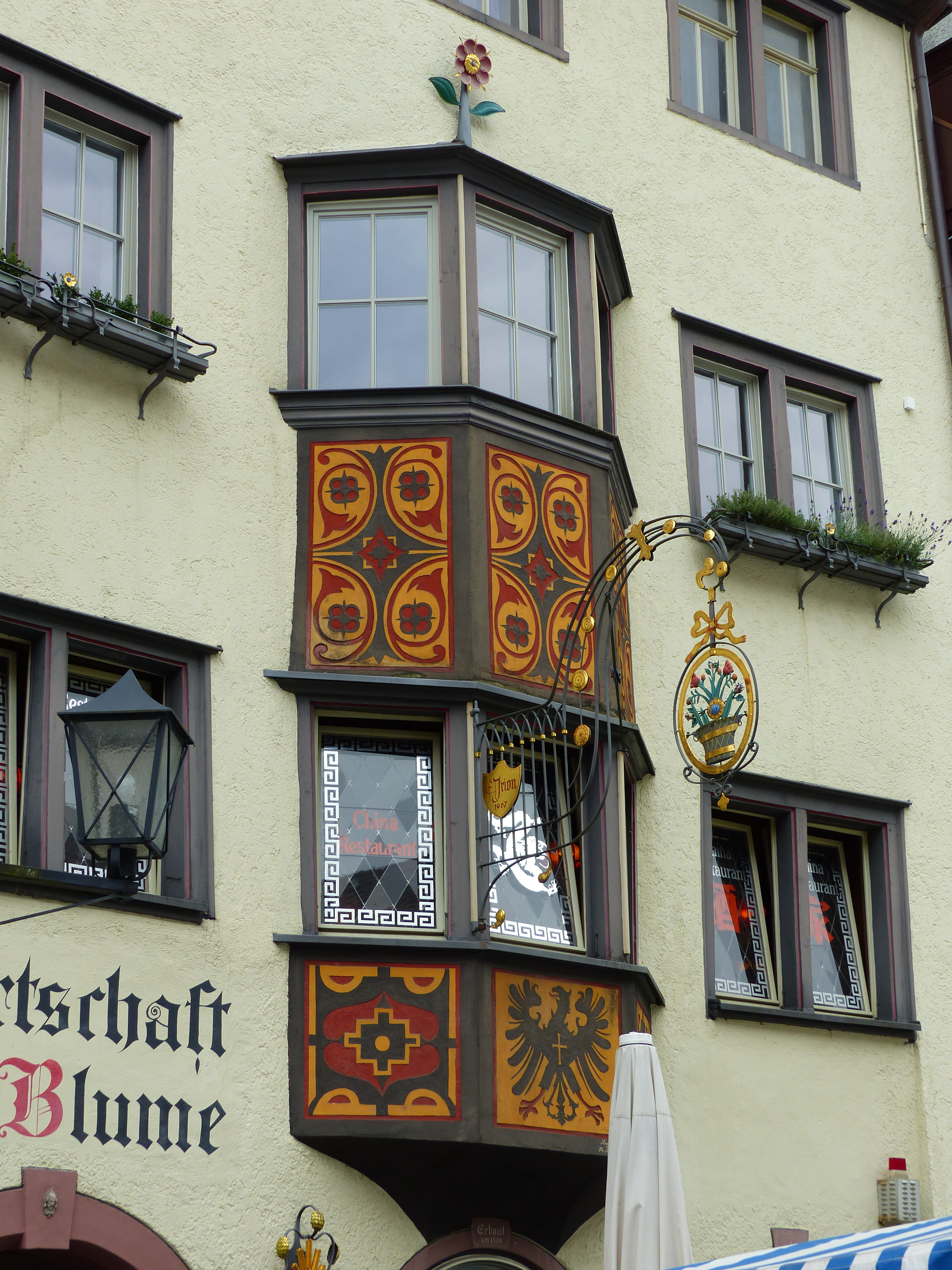
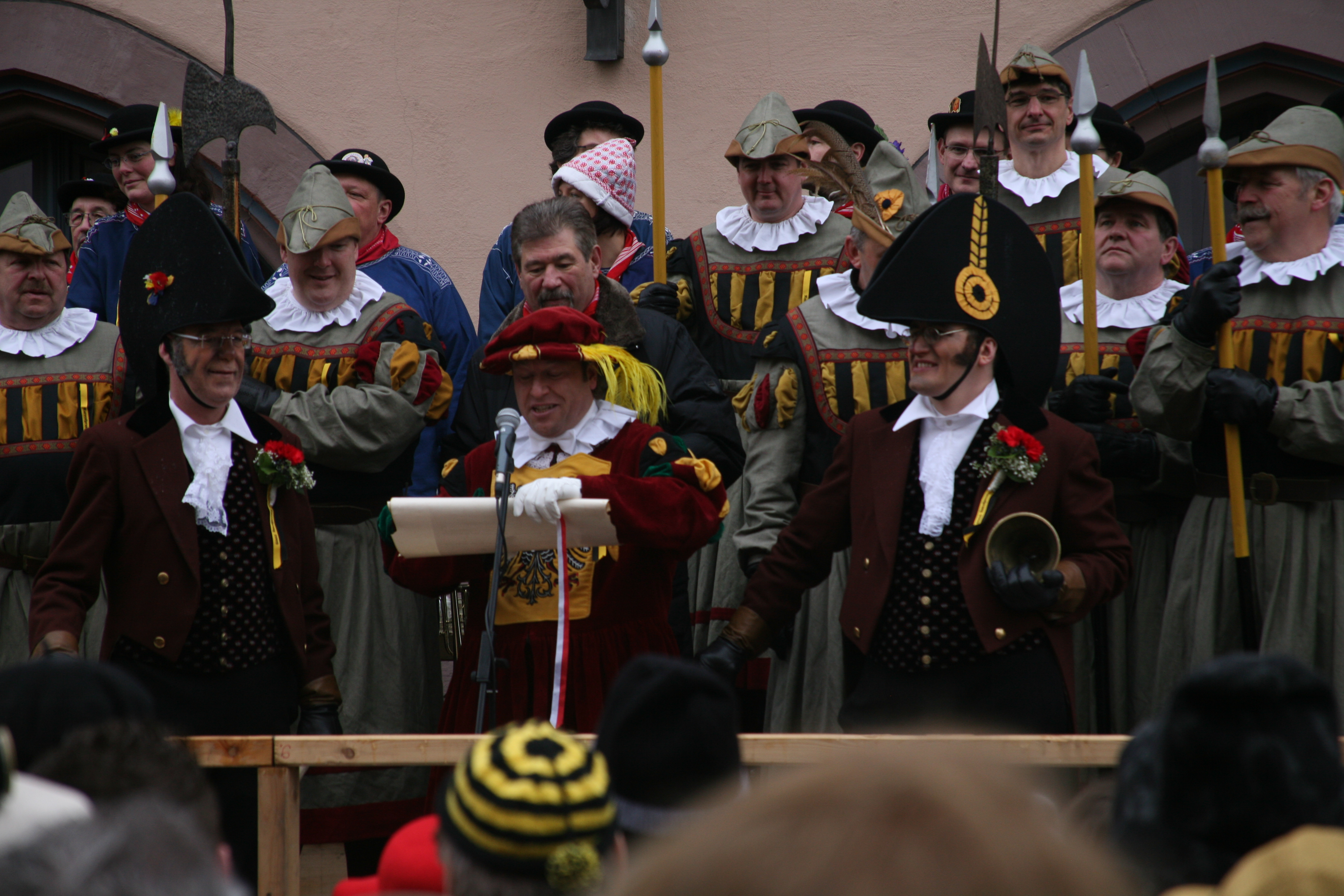

## Népesség
A település népessége az elmúlt években az alábbi módon változott:
| Lakosok száma | 24 354 | 25 204 | 25 274 | 24 984 | 25 513 | 25 548 |
|               | 1975   | 2017   | 2019   | 2021   | 2022   | 2023   |